# رشته‌کوه آباکان
رشته‌کوه آباکان (انگلیسی: Abakan Range) یک رشته‌کوه در استان خاکاسیای کشور روسیه است.